# OffGun Fun Night
OffGun Fun Night（オフガン ファン ナイト、タイ語: รักหลับกับออฟกัน）は、タイのGMMTVが制作しYouTubeとLINE TVにて配信されたオフ・ジュンポン・アドゥンキッティポーンとガン・アタパン・プーンサワットの2人によるトークバラエティ番組。二人の寝室のようなセットにゲストを迎え、さまざまなテーマでトークを繰り広げる。
シーズン1は2017年11月12日から2018年7月12日までの毎月12日の20:00 ICTに、シーズン2は2019年7月24日から12月24日までの毎月12日と24日にGMMTVのYouTubeとLINE TVにて配信された。日本では2021年7月23日0時よりTELASAにて見放題配信される。

## エピソード

### シーズン1
全9回の放送の間に、Extraと題した5分前後の番組も4回配信された。
| No.    | 配信日         | 内容                                                             | Ref.   |
| ------ | -------------- | ---------------------------------------------------------------- | ------ |
| 1      | 2017年11月12日 | ゲスト：クリス                                                   | [ 2 ]  |
| 2      | 2017年12月12日 | ゲスト：クリス、シントー                                         | [ 3 ]  |
| Extra1 | 2017年12月20日 | ゲスト：シントー                                                 | [ 4 ]  |
| 3      | 2018年1月12日  | ゲスト：テイ                                                     | [ 5 ]  |
| Extra2 | 2018年2月8日   | ゲスト：テイ                                                     | [ 6 ]  |
| 4      | 2018年2月12日  | ゲスト：クリス、シントー、フィアット、ナムモン、オージュン、ガイ | [ 7 ]  |
| 5      | 2018年3月12日  | ゲスト：ジェニーパナン                                           | [ 8 ]  |
| Extra3 | 2018年3月27日  | ゲスト：ジェニーパナン                                           | [ 9 ]  |
| 6      | 2018年4月12日  | ゲスト：オーブ・オーブニッ・ウィワタナワラーン                   | [ 10 ] |
| 7      | 2018年5月12日  | ゲスト：ゴッド・イッティパット・ターニット                       | [ 11 ] |
| 8      | 2018年6月12日  | ゲスト：テイ、ニュー                                             | [ 12 ] |
| Extra4 | 2018年6月26日  | ゲスト：テイ、ニュー                                             | [ 13 ] |
| 9      | 2018年7月12日  | ゲスト：テイ、ニュー                                             | [ 14 ] |

### シーズン2
第10話は生配信され、配信時間は約54分となった。シーズン2終了後、2020年4月29日より不定期でSpecialと題した特別回が配信された。
| No. | 配信日         | 内容 | Ref.   |
| --- | -------------- | --- | ------ |
| 1   | 2019年7月24日  | Egg On Headゲーム＆シャンプー | [ 15 ] |
| 2   | 2019年8月12日  | IKEAで新居のインテリア購入＆プレゼント開封                                                                                             | [ 16 ] |
| 3   | 2019年8月24日  | Our Skyy ファンミーティング in 台北編：Tower Fishing Game ゲスト：クリス、シントー、ドレーク、フランク、テイ、ニュー、プルーム、チモン | [ 17 ] |
| 4   | 2019年9月12日  | ゲスト：ホワイト、アース、マイク | [ 18 ] |
| 5   | 2019年9月24日  | ゲスト：ムーク、モン・タナチャイ・ウィチッウォントーン                                                                                 | [ 19 ] |
| 6   | 2019年10月12日 | ゲスト：チモン、オーム、マーク・パーフン・チヤチャルーン、ドレーク、フランク、ファースト                                               | [ 20 ] |
| 7   | 2019年10月24日 | ジョス、テイ | [ 21 ] |
| 8   | 2019年11月12日 | ゲスト：ウィン（1歳6か月のガンの弟）、ニリン（1歳8か月のオフの姪）                                                                     | [ 22 ] |
| 9   | 2019年11月24日 | ゲスト：テイ、アーム | [ 23 ] |
| 10  | 2019年12月9日  | ゲスト：ゴッジ・タチャコーン・ブンラパヤーナン                                                                                         | [ 24 ] |
| 11  | 2019年12月24日 | ゲスト：ゴッジ・タチャコーン・ブンラパヤーナン                                                                                         | [ 25 ] |
| SP1 | 2020年4月29日  | それぞれの自宅からTV電話で会話、スポンサー：システマ                                                                                   | [ 26 ] |
| SP2 | 2020年10月20日 | ゲスト：テイ、ニュー、スポンサー：シンマイポップ                                                                                       | [ 27 ] |
| SP3 | 2021年2月18日  | アース、ミックス、スポンサー：VFOODS MIX                                                                                               | [ 28 ] |
| SP4 | 2021年3月23日  | ゲスト：ラブ、ガンスマイル、スポンサー：Lazada                                                                                         | [ 29 ] |